# Shag (artista)
Shag, pseudonimo di Josh Agle (Sierra Madre, 31 agosto 1962), è un artista e pittore statunitense.

## Biografia
Josh Agle è nato il 31 agosto 1962, Sierra Madre in California. Primo di nove figli, Trascorse la sua prima infanzia alle Hawaii, e in seguito si trasferì con la sua famiglia a Los Angeles. Mentre Agle frequentava il liceo, la sua famiglia si trasferì nello Utah. A metà degli anni '80, tornò in California, per studiare economia e architettura alla California State University.
Nel 1995, Otto von Stroheim chiese ad Agle di contribuire con un dipinto ad una mostra. Il quadro fu rapidamente venduto per 200 dollari, attirando l'attenzione dell'influente gallerista Billy Shire, esponendo così in una mostra d'arte del 1996 presso La Luz de Jesus Gallery di Hollywood.

## Mostre, musei e collezioni
- 2010 - Art Shack, Laguna Art Museum, Laguna Beach, California
- 2009 - Urban Superstars, Naples Museum of Modern Art, Napoli, Italy
- 2008 - Beyond Baby Tattooville, Riverside Art Museum, Riverside, California
- 2008 - In The Land of Retinal Delights, Laguna Art Museum, Laguna Beach, California
- 2007 - The Flesh Is Willing: New Work by Shag, Laguna Art Museum, Laguna Beach, California
- 2007 - Rome Is Burning, Haas Fine Arts Center, Eau Claire, Wisconsin
- 2005 - Pop Surrealism, Sangre De Cristo Art Center, Pueblo, Colorado
- 2005 - Paradirama, Musee International des Arts Modestes, Sète, France
- 2002 - The Sophisticated Misfit: Fifteen Years of Shag, Brea Museum, Brea, California
- 2000 - Lowbrow Art: Up From The Underground, Art and Culture Center of Hollywood, Hollywood, Florida

## Pubblicazioni
- Supersonic Swingers, Outre Gallery Press, 2000, ISBN 978-0-9577684-1-3.
- Bottomless Cocktail, La Luz de Jesus Press, 2000, ISBN 978-0-86719-528-6.
- Shag Party, Surrey Books, 2001, ISBN 978-1-57284-047-8.
- Around the World in 80 Drinks, Surrey Books, 2003, ISBN 978-1-57284-050-8.
- Shag's Zodiac, Surrey Books, 2004, ISBN 978-1-57284-067-6.
- Shag: The Art of Josh Agle, Chronicle Books, 2005, ISBN 978-0-8118-5096-4.
- Shag Ltd: Fine Art Limited Editions, Last Gasp, 2005, ISBN 978-0-86719-646-7.
- Shag A to Z: A Children's Book Unsuitable for Children, Fantagraphics Books, 2008, ISBN 978-1-56097-885-5.
- Autumn's Come Undone, Baby Tattoo Books, 2009, ISBN 978-0-9793307-3-5.
- Shag: The Complete Works, AMMO Books LLC, 2016, ISBN 978-1-62326-094-1.